# Anna Idzikowska-Czubaj
Anna Idzikowska-Czubaj – polska historyczka, doktor habilitowany nauk humanistycznych. Specjalizuje się w historii najnowszej oraz historii kultury. Profesor uczelni na Wydziale Historii Uniwersytetu im. Adama Mickiewicza w Poznaniu, gdzie pracuje w Pracowni Historii Kultury.
Stopień doktorski uzyskała w 2005 na podstawie pracy pt. Funkcje kulturowe i historyczne znaczenie polskiego rocka (promotorem był dr hab. Bohdan Lapis). Habilitowała się w 2020 na podstawie oceny dorobku naukowego i monografii pt. „Wolność można odzyskać, młodości nigdy”. Sytuacja młodzieży w okresie powojennej transformacji cywilizacyjnej w Polsce. 1945-1956.